# Beaunois
Le beaunois (endonyme : patouâs d’Biaune) est une variété de bourbonnais méridional, qui est essentiellement parlée à Beaune-d'Allier, dans le Croissant linguistique, une aire de transition des domaines oïl et oc dans le centre de la France métropolitaine.

## Situation sociolinguistique
Beaune-d'Allier se trouvait historiquement à la limite des provinces d'Auvergne et de Bourbonnais, dans la Combraille bourbonnaise, région de collines, de forêts et de gorges, dominant le pays de Montmarault et le Bocage bourbonnais.

## Littérature
Une traduction du Petit Prince d’Antoine de Saint-Exupéry dans cette variété est publiée en 2023. Plusieurs années sont nécessaires à ce travail réalisé par Jacques Robin et arrangé par Nicolas Quint, chercheur au Centre national de la recherche scientifique (CNRS).

### Publications générales
- [Boula de Mareüil, Adda et Lamel 2021] Philippe Boula de Mareüil, Gilles Adda et Lori Lamel, « Comparaison dialectométriques de parlers du Croissant avec d'autres parlers d'oc et d'oïl », dans Louise Esher, Maximilien Guérin, Nicolas Quint et Michela Russo, Le Croissant linguistique entre oc, oïl et francoprovençal : des mots à la grammaire, des parlers aux aires, Paris, L'Harmattan, 2021, 376 p. (ISBN 978-2-343-23050-4, lire en ligne)
- [Quint 2023] Nicolas Quint, « Les parlers du Croissant : un aperçu des actions actuelles de documentation et de promotion d'un patrimoine linguistique menacé », dans Annie Rialland et Michela Russo, Les langues régionales de France Nouvelles approches : nouvelles méthodologies, revitalisation, vol. 1, Paris, Société de linguistique de Paris, 2023, 292 p. (ISBN 978-2957089420, lire en ligne), p. 213-245

### Publications littéraires
- [Robin et Quint 2023] Jacques Robin (trad.) et Nicolas Quint (éd.), L’P’tit Prinsse : Traduction en beaunois (Beaune-d’Allier, Allier) du « Petit Prince » d’Antoine de Saint-Exupéry, Neckarsteinach, Tintenfaß, 2023 (ISBN 978-3-98651-058-9, présentation en ligne)